# Bharagonalia walshae
Bharagonalia walshae är en insektsart som beskrevs av Young 1986. Bharagonalia walshae ingår i släktet Bharagonalia och familjen dvärgstritar. Inga underarter finns listade i Catalogue of Life.